# Homalodotherium
Homalodotherium — вимерлий рід нотоунгулятних ссавців, що походить із Південної Америки. Скам'янілості Homalodotherium були знайдені в середньому міоцені формації Санта-Крус в Аргентині та формації Ріо-Фріас в Чилі.

## Опис
Homalodotherium мав довжину тіла приблизно 2 метри, вагу до 300 кілограмів і мав довгі передні кінцівки з кігтями замість копит, які можна побачити у споріднених таксонів. Homalodotherium ходив на підошвах задніх лап і на пальцях передніх ніг, що зробило тварину вищою в плечах, ніж на стегнах, коли вона ходила рачком. Ймовірно, він був принаймні частково двоногим і міг зривати гілки дерев своїми руками, піднімаючись на задні лапи. Різні інші доісторичні та живі істоти також розробили цей анатомічний дизайн і стиль годування; прикладами є халікотери, наземні лінивці (які жили в одному середовищі), бамбуковий ведмідь, горила і, можливо, динозаври терізинозаври.